# Ahmad Seif el-Islam

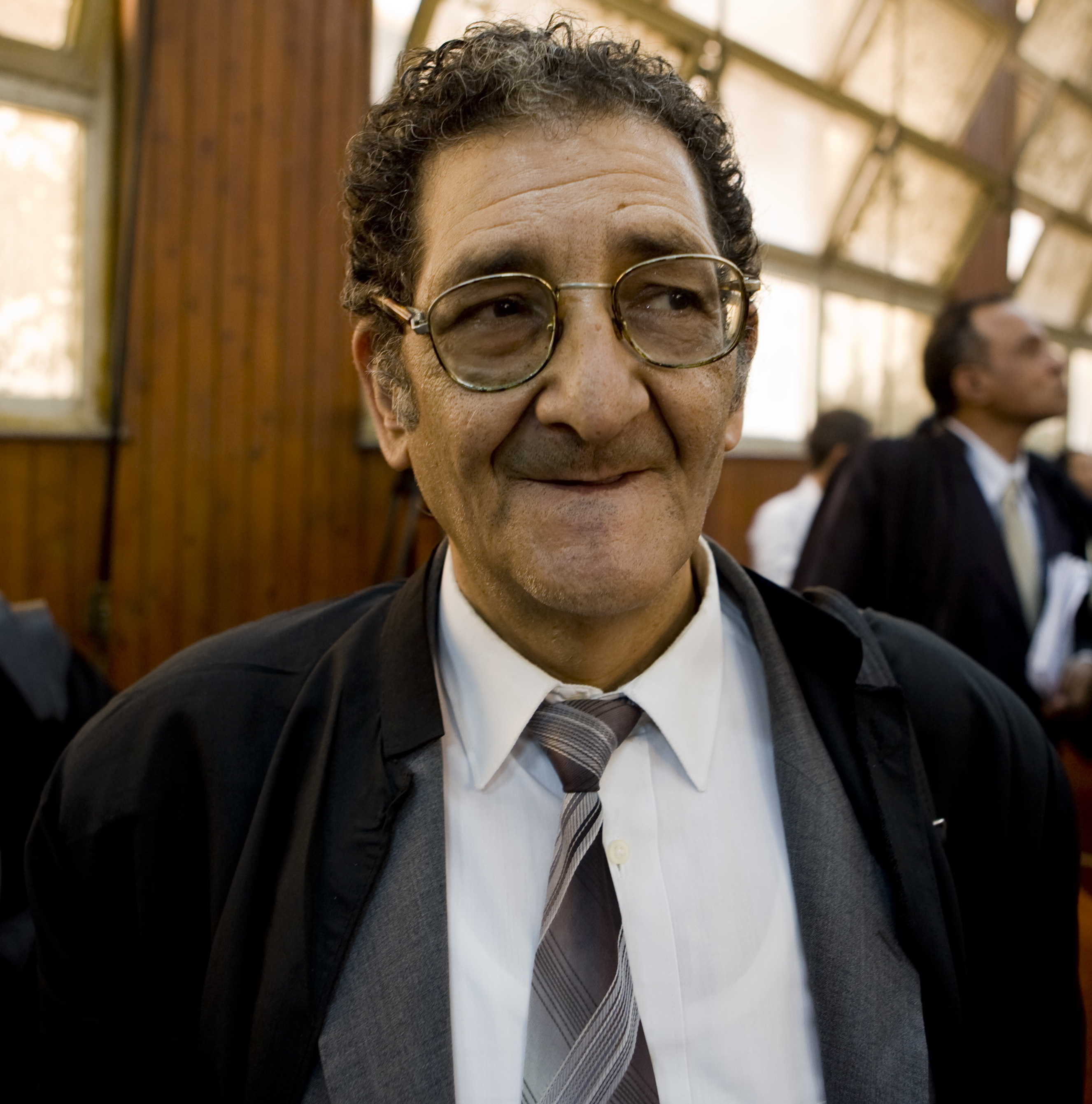
Ahmad Seif el-Islam, 2008

Ahmad Seif el-Islam Abd el-Fattah Hamad (arabisch أحمد سيف الإسلام عبد الفتاح حمد, DMG Aḥmad Saif al-Islām ʿAbd al-Fattāḥ Ḥamad; * 9. Januar 1951 im Gouvernement al-Buhaira; † 27. August 2014 in Kairo) war ein ägyptischer Rechtsanwalt und Menschenrechtsaktivist.

## Leben
Ahmad Seif el-Islams Vater gehörte der Muslimbruderschaft an. Er selbst war als Kommunist Mitglied einer Untergrundorganisation. Unter Präsident Husni Mubarak wurde er 1983 zum ersten Mal verhaftet. Während seiner fünfjährigen Inhaftierung wurde er gefoltert. Unterstützung erhielten er und seine Familie von einem der Muslimbruderschaft nahestehenden Anwalt, während er von der liberalen Opposition keine Unterstützung erhielt. Dies brachte ihn dazu, Rechtswissenschaften zu studieren. Nach seiner Freilassung wurden Menschenrechte und der Kampf gegen Folter zum Mittelpunkt seiner Aktivitäten. Im Dezember 1989 wurde er in die Anwaltschaft aufgenommen. 
1999 gründete Ahmad Seif el-Islam das Anwaltszentrum Hisham Mubarak (HMLC), mit dem er sich für Folteropfer und willkürlich Verhaftete einsetzte und sie vor Gericht vertrat. Aufgrund seiner Erfahrungen während seiner eigenen Haft und Folter machte er hierbei keine Unterschiede bzgl. der politischen Ansichten seiner Klienten und vertrat sowohl Muslimbrüder wie auch Kommunisten und Homosexuelle. Dies brachte ihm eine Diffamierungskampagne von Seiten der Regierung und der Justiz ein. 2006 war er einer der Verteidiger von Kareem Amer, der als erster Ägypter wegen seiner Tätigkeiten als Blogger vor Gericht stand. Amer wurde Kritik an Präsident Husni Mubarak und dem Islam vorgeworfen und er wurde schließlich zu vier Jahren Gefängnis verurteilt. Während der Revolution in Ägypten 2011 dienten Büros des Anwaltszentrums Hisham Mubarak als Treffpunkte für Demonstranten. Später gehörte er der Untersuchungskommission zum Einsatz von Gewalt während der Revolution in Ägypten 2011 an.
Anfang August 2014 unterzog er sich einer Operation am offenen Herzen, in deren Folge er ins Koma fiel und am 27. August im Alter von 63 Jahren starb. Ahmad Seif el-Islam hinterließ seine Frau Leila Soueif, eine politische Aktivistin und Dozentin für Mathematik an der Universität Kairo, Sohn Alaa Abd el-Fattah, und Töchter Mona Seif und Sanaa Seif.